# فايل كوين
فايل كوين (بالإنجليزية: Filecoin)‏ ورمزهُ (⨎) هو  نظام مفتوح المصدر وعام للعملات المشفرة والدفع الرقمي يهدفُ إلى أن يكون طريقة تخزين رقمية واسترجاع بيانات تعاونية قائمة على تقنيّة البلوكشين أو سلسلة الكتل. طُوّر هذا النظام من قِبل شركة بروتوكول لابز (بالإنجليزية: Protocol Labs)‏ ويعتمدُ على البروتوكول المعروف باسمِ «InterPlanetary File System» وهو بروتوكول وشبكة نظير إلى نظير في نفسِ الوقت والهدفُ منه تخزين البيانات ومشاركتها في نظام ملفات موزَّع، مما يسمح لمستخدمي نظام فايل كوين باستئجار مساحة غير مستخدمَة على القرص الصلب،. فيما يعتمدُ على شبكة البلوكشين (أو البلوكتشين أو سلسلة الكُتل) لتسجيل العمليّات التي تجري على النظام.
فايل كوين هو بروتوكول مفتوح ومدعوم بسلسلة كتل تُسجّل الالتزامات التي تعهد بها المشاركون في الشبكة، مع المعاملات التي تتم باستخدام «FIL» التي تُعتبر العملة الأصلية لهذا النظام على البلوكشين. جديرٌ بالذكرِ هنا أنَّ سلسلة الكتل تعتمدُ على كلّ من إثبات النسخ المتماثل وإثبات الزمكان.

## التاريخ
أُطلقَ مشروع فايل كوين في آب/أغسطس 2017 وجمع أكثر من 200 مليون دولار في غضون 30 دقيقة.

## العمل الخيري
تبرَّعت مؤسسة فايل كوين راعية النظام والتي تحملُ اسمه في نيسان/أبريل من العام 2021 بـ 50000 عملة ملفيّة (عملة الفايل كوين) والتي كانت تُعادل قيمتها في تلك الفترة نحو 10 مليون دولار دولار لمؤسّسة أرشيف الإنترنت، كما انضمَّ مؤسّس الشركة غير الربحيّة الأخيرة بروستر كيل ومديرة الشراكات ويندي هانامورا إلى مجالس مستشاري مؤسّسة فايل كوين والمؤسسة الفرعيّة فايل كوين للويب اللامركزي.

## إجمالي طاقة تخزين الشبكة
اعتبارا من شباط/فبراير 2022، بلغَ إجمالي سعة التخزين 15.6 بيتابايت، وبلغ إجمالي البيانات المخزَّنة 40 بيتابايت.